# Tholera semiconfluens
Tholera semiconfluens är en fjärilsart som beskrevs av Barend J. Lempke 1940. Tholera semiconfluens ingår i släktet Tholera och familjen nattflyn. Inga underarter finns listade i Catalogue of Life.